# جو ماكديرموت
جو ماكديرموت (بالإنجليزية: Joe McDermott)‏ هو سياسي أمريكي، ولد في 1 يوليو 1967. حزبياً، نشط في الحزب الديمقراطي. وقد انتخب member of the King County Council ‏ (نوفمبر 2010 – ) وانتخب عضو مجلس ولاية واشنطن (أكتوبر 2007 – نوفمبر 2010) وانتخب عضو مجلس نواب واشنطن (يناير 2001 – أكتوبر 2007).

## وصلات خارجية
- الموقع الرسمي